# Nisshi
Nisshi（にっし）は、 STRAIGHTLINEの運営するソーシャル日誌サービス。2013年4月より運用開始。2014年12月28日サービス終了。
2017年10月10日より、Nisshiのコンセプトを引き継いだNisshi2（にっしつー）の運用が始まっている。

## 概要
- 他のユーザーの投稿へコメントなどを付する機能がなく、自分の投稿に目を通したユーザーが表示される「既読」システムのみがある。
- 一回の投稿で1000字まで入力できる。
- 画像や映像を投稿する機能はつけられていない。URLの貼り付けには対応している。
- 投稿の表示機能は大きく三種類ある。
  - My Nisshi：ログイン後最初に表示される、自分の記事が並ぶ画面。日付ごとの表示であり、同一日付内の投稿は古いものが上にくる。非公開状態にすることが可能。
  - My Feed：自分がフォローしているユーザーの投稿が随時表示される。Twitterのタイムラインに近い。
  - Public Feed：フォロー状態にかかわらず、このFeedへの公開を許可したすべてのユーザーの投稿が随時表示される。

## ユーザー登録
登録時には以下三点を設定する。ログインの際にはユーザーネーム又はメールアドレスと、パスワードを入力する。
- ユーザーネーム
- メールアドレス
- パスワード

## その他
- 商業利用が禁止されている。
- 一度使用されたユーザーネームは削除後に再度使用することはできない。
- 他のユーザーをフォローしている場合は、先に全てのフォローを解除しないとアカウント削除はできない。